# Saponaria gypsacea
Saponaria gypsacea là loài thực vật có hoa thuộc họ Cẩm chướng. Loài này được Vved. miêu tả khoa học đầu tiên.